# Humban-Haltaš III.
Humban-Haltaš III. war ein elamitischer König, der kurz nach Juli 649 v. Chr. regierte. Er ist nur aus assyrischen Quellen bekannt, wo er als Ummanaldaš, Sohn des Attametu erscheint.
Nachdem Indabibi in einer Revolte umgekommen war, bestieg Humban-Haltaš III. den Thron. In den assyrischen Quellen wird berichtet, dass die Elamiter schon bald rebellierten. Humban-Haltaš III. floh von seiner Hauptstadt Madaktu in die Berge, worauf ein gewisser Umbahabua den Thron bestieg.
| Vorgänger | Amt                        | Nachfolger |
| --------- | -------------------------- | ---------- |
| Indabibi  | König von Elam Spätes Elam | Umbahabua  |